# Чемпионат мира по настольному теннису 1947
Чемпионат мира по настольному теннису 1947 года прошёл с 25 февраля по 7 марта в Париже (Франция).

## Медалисты
| Разряд                   | Золото                                                                                       | Серебро                                                              | Бронза                                                                                    |
| ------------------------ | -------------------------------------------------------------------------------------------- | -------------------------------------------------------------------- | ----------------------------------------------------------------------------------------- |
| Мужской одиночный разряд | Богумил Ваня                                                                                 | Ференц Шидо                                                          | Джонни Лич                                                                                |
| Мужской одиночный разряд | Богумил Ваня                                                                                 | Ференц Шидо                                                          | Луис Пальяро                                                                              |
| Женский одиночный разряд | Гизелла Фаркаш                                                                               | Элизабет Блэкбёрн                                                    | Вера Дэйс                                                                                 |
| Женский одиночный разряд | Гизелла Фаркаш                                                                               | Элизабет Блэкбёрн                                                    | Гертруда Притци                                                                           |
| Мужской парный разряд    | Адольф Слар Богумил Ваня                                                                     | Джек Каррингтон Джонни Лич                                           | Виктор Барна Эдриан Хейдон                                                                |
| Мужской парный разряд    | Адольф Слар Богумил Ваня                                                                     | Джек Каррингтон Джонни Лич                                           | Ладислав Штипек Вацлав Тереба                                                             |
| Женский парный разряд    | Гизелла Фаркаш Гертруда Притци                                                               | Мэй Клаутер Реба Моннесс                                             | Давида Хауторн Леа Неубергер                                                              |
| Женский парный разряд    | Гизелла Фаркаш Гертруда Притци                                                               | Мэй Клаутер Реба Моннесс                                             | Мари Детурне Жозе Вутер                                                                   |
| Микст                    | Ференц Шоош Гизелла Фаркаш                                                                   | Адольф Слар Власта Депетрисова                                       | Виктор Барна Маргарет Франкс                                                              |
| Микст                    | Ференц Шоош Гизелла Фаркаш                                                                   | Адольф Слар Власта Депетрисова                                       | Вильям Хольцрихтер Давида Хауторн                                                         |
| Мужской командный турнир | Чехословакия · Иван Андреадис · Адольф Слар · Вацлав Тереба · Франтишек Токар · Богумил Ваня | США · Вильям Хольцрихтер · Ричард Майлс · Луис Пальяро · Сол Скифф   | Австрия · Хайнрих Беднар · Отто Экль · Йоханн Хартвих · Хериберт Юст · Фердинанд Шуэх     |
| Мужской командный турнир | Чехословакия · Иван Андреадис · Адольф Слар · Вацлав Тереба · Франтишек Токар · Богумил Ваня | США · Вильям Хольцрихтер · Ричард Майлс · Луис Пальяро · Сол Скифф   | Франция · Александр Агопофф · Ги Амуретти · Морис Бордрез · Мишель Агено · Мишель Ланской |
| Женский командный турнир | Англия · Элизабет Блэкбёрн · Вера Дэйс · Маргарет Франкс · Маргарет Осборн                   | Венгрия · Эва Андерлик · Гизелла Фаркаш · Рожи Карпати · Бела Вермеш | Чехословакия · Власта Депетрисова · Элиска Фурстова · Мария Кеттнерова · Вера Вотрубцова  |
| Женский командный турнир | Англия · Элизабет Блэкбёрн · Вера Дэйс · Маргарет Франкс · Маргарет Осборн                   | Венгрия · Эва Андерлик · Гизелла Фаркаш · Рожи Карпати · Бела Вермеш | США · Мэй Клаутер · Давида Хауторн · Реба Моннесс · Леа Неубергер                         |